# Sybiracy (film)
Sybiracy (ros. Сибиряки, Sibiriaki) – radziecki film dramatyczny z 1940 roku w reżyserii Lwa Kuleszowa.

## Obsada
- Aleksandra Charitonowa jako Wala
- Aleksandr Kuzniecow jako Sierioża Kryłow
- Aleksandr Pupko jako Pietia
- Marija Winogradowa jako Gałka
- Daniił Sagał jako Aleksiej
- Gieorgij Millar jako dziadek Jakow
- Aleksandra Chochłowa jako Piełagieja, matka Sierioży
- Micheil Gelowani jako Józef Stalin
- Andriej Fajt jako doktor Wasilij Wasiljewicz
- Siergiej Komarow jako Tierientij
- Dmitrij Orłow jako Doszyndon